# Маммиллярия Мёллера
Маммиллярия Мёллера (лат. Mammillaria moelleriana) — кактус из рода Маммиллярия.
Вид назван в честь швейцарского врача Мёллера (Moeller).

## Описание
Стебель зелёный, блестящий, шаровидный, с возрастом вытягивается, становится булавовидным. Сосочки цилиндрической формы. Аксиллы не опушены.
Центральных колючек 8-10, они прямые, с загнутым кончиком, светло- или красно-коричневые. Радиальных — 35-40, эти колючки белые, прямые, направлены вниз в форме веера.
Цветки кремовые, с розовой центральной линией на лепестках. Плоды булавовидные, зеленовато-белые, до 1,5 см длиной.

## Распространение
Эндемик мексиканских штатов Дуранго, Сакатекас.